# Schloss Altdorf (Hallein)

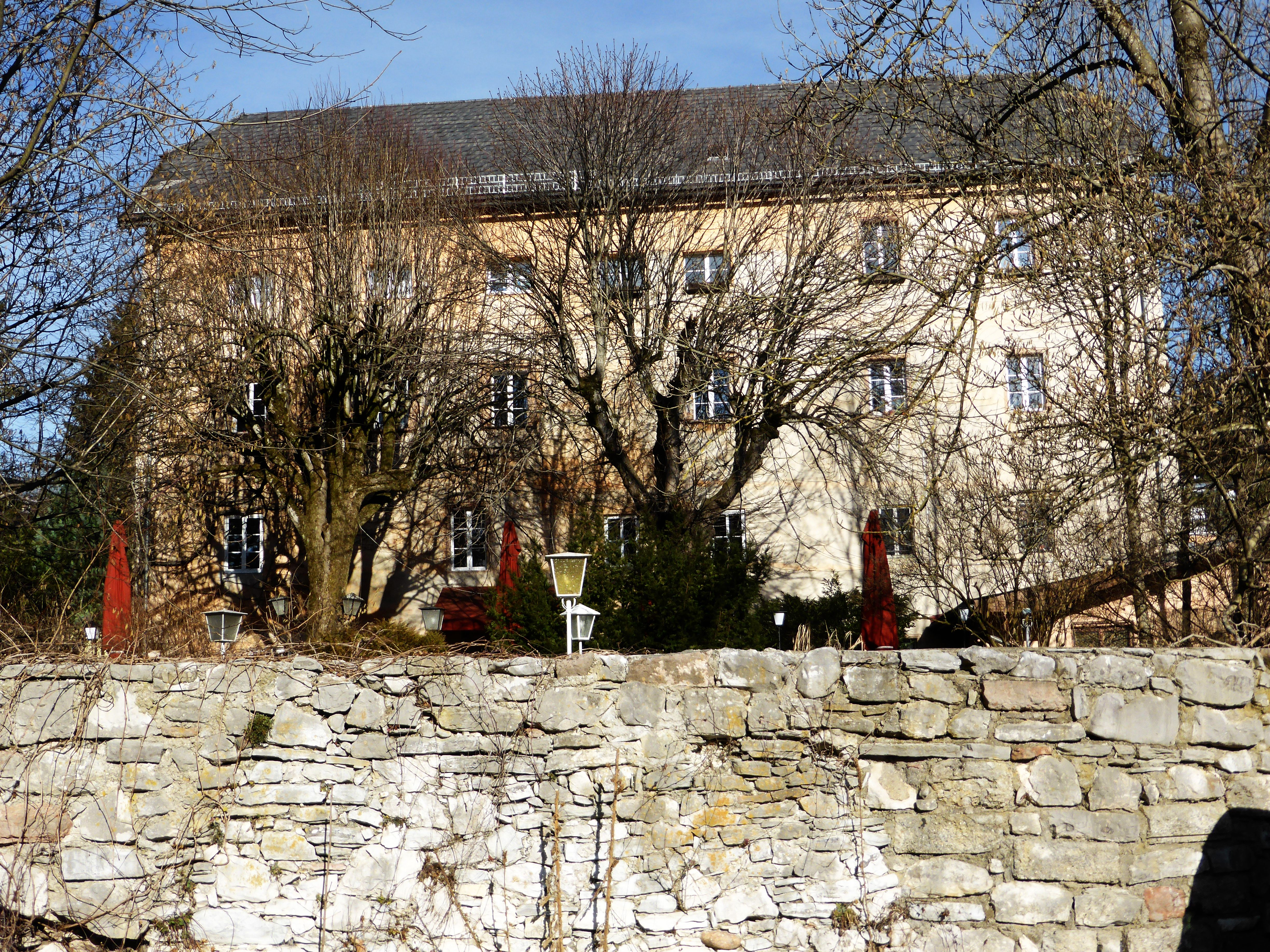
Schloss Altdorf

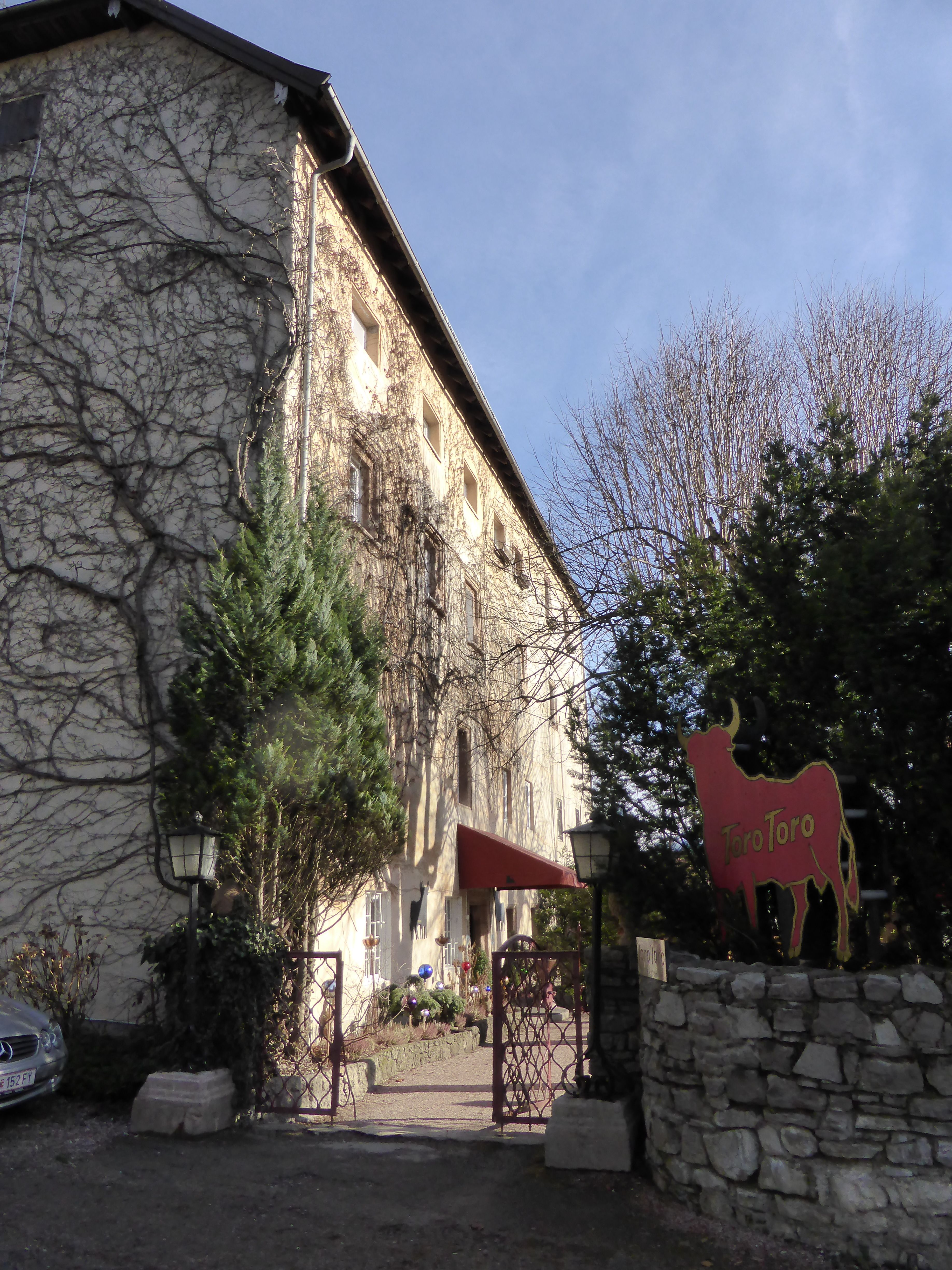
Schloss Altdorf

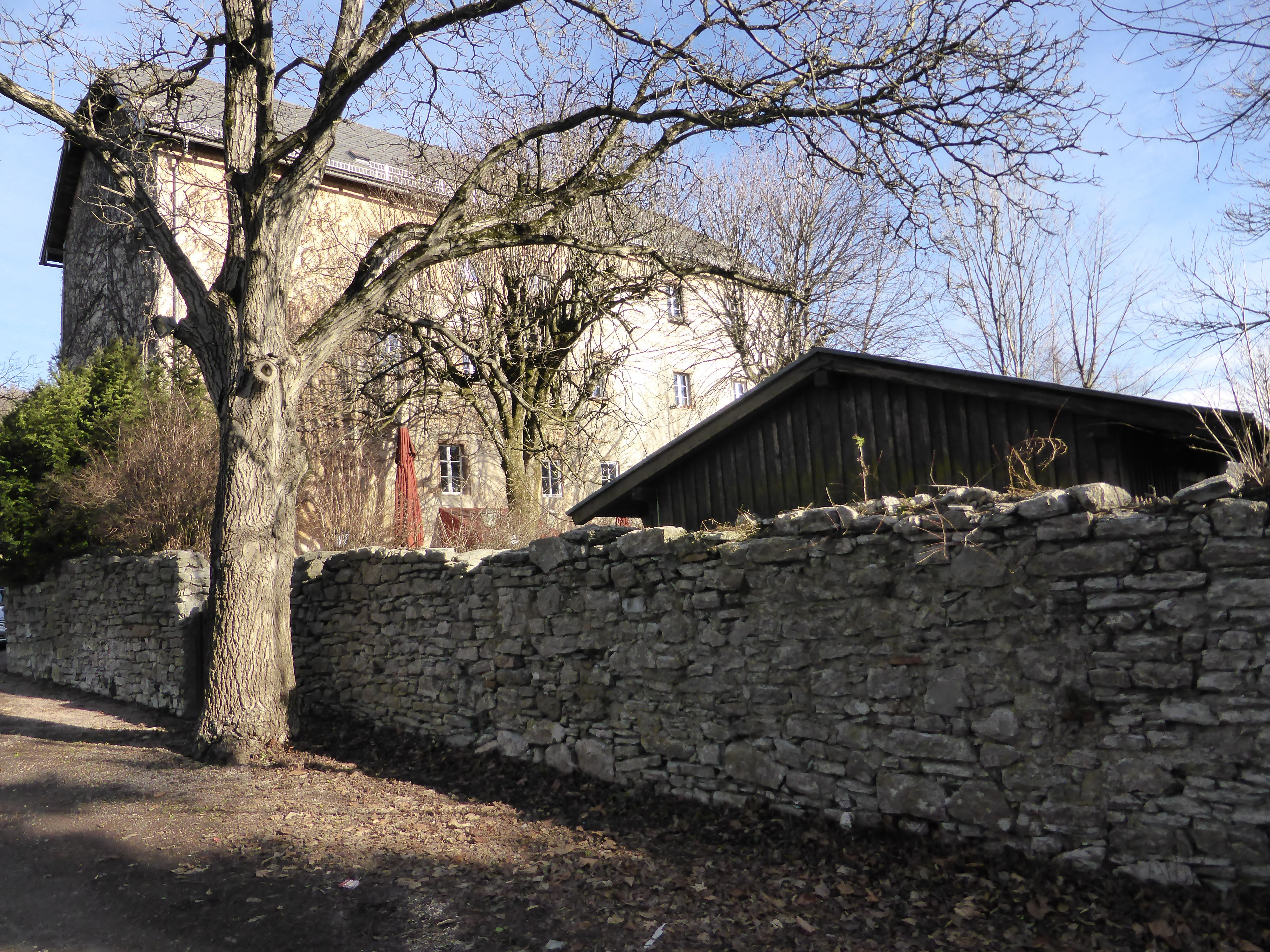
Schloss Altdorf

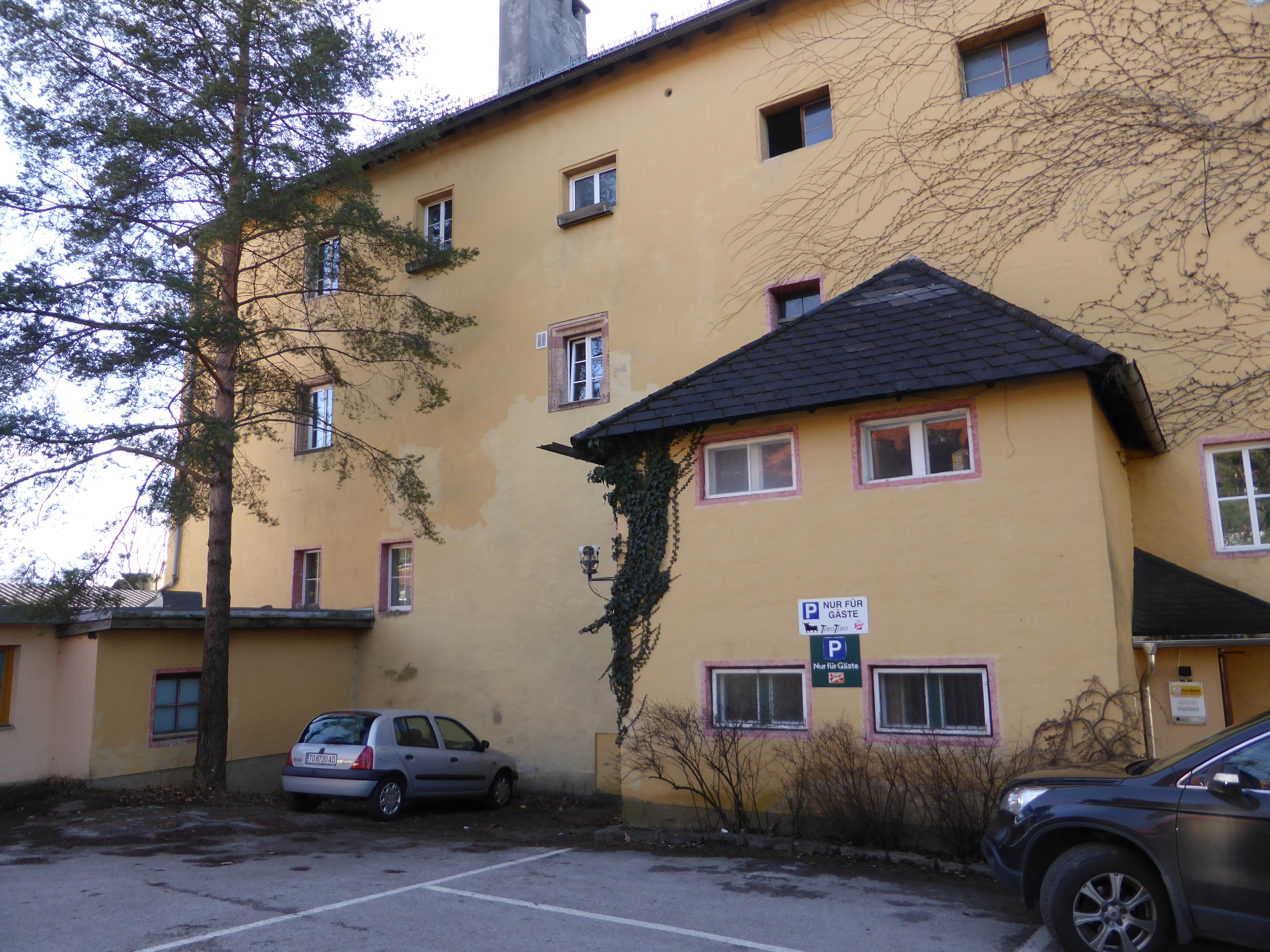
Schloss Altdorf

Das Schloss Altdorf (auch Schloss Paur, später Schlossbauer im Adneter Riedl genannt) liegt in der Stadt Hallein im gleichnamigen Bezirk von Salzburg (Altendorffstraße 1).

## Geschichte
Das ursprünglich dreistöckige spätgotische Schloss war der ehemalige Ansitz der Herren von Alben. Dieses Geschlecht hatte das Amt der Erbausfergen in Laufen inne und in Salzburg das Amt des Erbmundschenken; die Familie ist 1561 mit Eustachius von Albm ausgestorben.
Das Schloss, ehemals Jagdhaus, ist mit ziemlicher Sicherheit das Herkunftsgut des Bischofs von Chiemsee Georg Altdorfer. Auf einigen Bildern des Regensburger Renaissance-Malers Albrecht Altdorfer, einem Neffen von Bischof Georg Altdorfer der einige Zeit auf dem Schloss lebte, ist das Gebäude mit umgebender Landschaft exakt dargestellt.
Später kam der Bau ganz in den Besitz des Bistums Chiemsee. Im Chiemseer Urbar wird das Gut als „Curia Altorf prope Salinam“ geführt und diente bis 1726 den Bischöfen als Sommerfrische, danach war das Schloss Besitz der Jesuiten.
Der Habsburger Thronfolger Franz Ferdinand von Österreich-Este überlegte den Kauf des Schlosses, entschied sich aber schließlich für den Erwerb von Schloss Blühnbach im Jahr 1909. Im 19. Jahrhundert wurde er zum Bauerngut Schlossbauer bzw. dem heutigen Wohnhaus mit Gasthof.

## Schloss Altdorf heute
Das Schloss Altdorf ist ein dreigeschoßiger Bau, das von einem Krüppelwalmdach gedeckt ist. Ein Teil der originalen Umfassungsmauer ist noch vorhanden. Ebenso sind das Hauptportal und im ersten Stock Fensterlaibungen aus Adneter Marmor erhalten; in den anderen Geschoßen sind diese Umrandungen aufgemalt. Das gesamte dritte Obergeschoß besteht aus einem großen Saal und an der Südseite sind Reste von Fresken erhalten. Die bemalte Holztüre des Saals wurde verkauft und befindet sich seit 1913 in der Burg Falkenstein in Kärnten.
Um das Anwesen rankt sich die Sage vom Schlossbauern, der von einem Teufel in Frauengestalt in Versuchung geführt wird und zu Tode kommt. Diese Unglücksstelle war bis zum letzten Straßenbau noch immer durch einen steinernen Bildstock bezeichnet; vermutlich erinnert die Säule aber an einen Unfall, der sich bei der Drift am Almbach ereignet hat. Dies ist eine rote Adnetermarmorsäule mit der Gravur: „F.I.F. 1757“.
Rund 30 Jahre führten in diesem historischen Gebäude Fritz Chizzola und – nach dessen frühem Ableben – Gisela Reitsamer alleine das Restaurant "Torro Torro" mit spanischer Küche. Nach einem Jahr Leerstand wird seit November 2024 das Restaurant Stefan's im Schlossbauer von Stefan Buhk und seinem Mann betrieben.